# Sgùrr
A Sgùrr a Thy Catafalque hatodik nagylemeze, megjelenésének időpontja 2015. október 16-a. A cím skót gael nyelven hegycsúcsot jelent. Témái a vizek és a hegyek, továbbá ezek kapcsolatai, jelképei. Az album két formában jelent meg: bakelit nagylemezen és CD-n, a CD kiadás 1500 példányszámra van limitálva, mindegyik darab számozott, és egy 36 oldalas kis könyvvel együtt jelent meg, amelyen a dalszövegek és Kátai Tamás fotói láthatóak.

## Az album dalai
| 1.    | Zúgó                                          | 00:19 |
| 2.    | Alföldi kozmosz                               | 04:15 |
| 3.    | Oldódó Formák a Halál Titokzatos Birodalmában | 15:21 |
| 4.    | A Hajnal Kék Kapuja                           | 02:43 |
| 5.    | Élő Lény                                      | 04:43 |
| 6.    | Jura                                          | 02:48 |
| 7.    | Sgùrr Eilde Mòr                               | 16:02 |
| 8.    | Keringő                                       | 05:00 |
| 9.    | Zúgó                                          | 00:26 |
| 51:37 |                                               |       |

## Közreműködők

### Thy Catafalque
- Kátai Tamás – ének, gitár, basszusgitár, hangminták, programozás, fotográfia

### Vendégzenészek
- Dimitris Papageorgiou – hegedű
- Hermann Balázs – nagybőgő
- Kónya Zoltán – ének
- Sipos Ágnes – szoprán
- Varga Viktória – narráció

### További közreműködők
- Ken Sorceron – maszterelés[1]
- Dylan Kitchener – portréképek[1]

## Helyezések és eladási adatok
| Lemezeladási lista (2015)               | Helyezés |
| --------------------------------------- | -------- |
| Magyarország (MAHASZ Top 40 albumlista) | 22       |

## Külső hivatkozások
- Thy Catafalque hivatalos facebook-oldal
- Season Of Mist